# Internacionalne brigade
Internacionalne brigade su bile dragovoljačke jedinice koje je regrutirala i vodila Kominterna. Tijekom Španjolskog građanskog rata borile su se na strani Španjolske republike i narodno izabrane vlade protiv opozicije koju je vodio Francisco Franco kojeg su podržavali Mussolini i Hitler. 
Brigade su osnovane 9. listopada 1936. Toga dana je prvih 650 dragovoljaca uplovilo u luku grada Alicante s brodom «Ciudad de Barcelona».
Brigade su trebale imati oko 18 000 osoba pod oružjem, ali zbog velikih gubitaka tijekom rata nisu nikada dostigle tu brojku. Oko 40 000 osoba je tijekom rata prošlo kroz brigade, od kojih je više od pola poginulo u borbama, ali također i staljinističkim čistkama. Četvrtina brigadira je dolazila iz Francuske, oko 5 000 iz Njemačke i Austrije, 4 000 iz Italije, i oko 4 000 iz Kandade i SADa. Oko 300 dragovoljaca bilo je iz Norveške. Brigade su bile slabo opremljene i postojali su problemi u komunikaciji zbog velikog broja učesnika različitih nacija ali su bile vrlo motivirane.
Već 5. studenog 1936., 1. bataljon je uspješno sudjelovao u borbama za Madrid. 3. ožujka 1937. brigade su nanijele velike gubitke talijanskom ekspedicijskom korpusu kod Guadalajare. 
Ujedinjeno Kraljevstvo i Francuska primorale su 1938. španjolsku vladu da raspusti internacionalne brigade. Veliki broj dragovoljaca uzima tada španjolsko državljanstvo i bori se u regularnim španjolskim vojnim jedinicama.
Mračno poglavlje u povijesti Internacionalnih brigada bile su staljinističke čistke, gdje su se između članova brigada mogle naći kako ubojice tako i žrtve. U svibnju 1937. započinje borba između staljinista s jedne strane i anarhista i španjolske marksističke stranke POUM s druge strane, oko Barcelone. POUM je zabranjen, a njegov vođa Andres Nin, nestao je kada su ga odveli staljinistički agenti.
Willy Brandt i George Orwell svjedočili su iz bliza hvatanju «trockista», i to je utjecalo na njihov znatno kritičniji stav prema staljinističkom komunizmu.
Razlog sukobu je bio taj da je Sovjetski Savez želio proširiti "Narodni front", čak i s građanskim snagama, i napraviti jedan antinjemački savez s konzervativnim snagama Ujedinjenog Kraljevstva, dok su marksisti i anarhisti bili mišljenja da samo socijalistička revolucija u Španjolskoj može mobilizirati široke narodne snage koje bi se borile za Republiku.
Internacionalne brigade su raspuštene u studenom 1938. godine.